# 伊日·库切拉
伊日·库切拉（捷克語：Jiří Kučera，1966年3月28日—），生于比尔森，捷克前男子冰球运动员。他曾代表捷克国家队参加1994年冬季奥林匹克运动会冰球比赛，结果队伍获得第五名。